# Tropistethus holosericus
Tropistethus holosericus ist eine Wanze aus der Familie der Rhyparochromidae.

## Merkmale
Die Wanzen werden 2,3 bis 2,8 mm lang. Sie besitzen eine schwarze Grundfarbe. Kopf, Pronotum und Scutellum sind schwarz. Das Corium der Vorderflügel ist rotbraun. Der Cuneus ist etwas dunkler gefärbt. Der Clavus ist gelblich. Die Membran ist bläulich schimmernd. Beine und Fühler besitzen eine dunkle rotbraune Färbung. Die Art kommt sowohl makropter (voll geflügelt) als auch mikropter (mit zurückgebildeten Flügeln) vor.

## Verbreitung
Tropistethus holosericus ist in Europa weit verbreitet. Das Verbreitungsgebiet der Art reicht von Südskandinavien und Südengland im Norden bis nach Nordafrika im Süden. Im Osten reicht ihr Vorkommen über Kleinasien und den Kaukasus bis nach Zentralasien. In Deutschland fehlt die Art lediglich im Westen des Norddeutschen Tieflands.

## Lebensweise
Den typischen Lebensraum der Wanzen bilden offene Biotope, meist an trocken-warmen Standorten. Die Wanzen saugen vermutlich an Samen. Die Art überwintert als Imago. Die Fortpflanzung findet typischerweise im Juni und Juli statt. Die adulten Wanzen der neuen Generation beobachtet man ab Ende August.

## Taxonomie
In der Literatur finden sich folgende Synonyme:
- Pachymerus holosericus (Scholtz, 1846)
- Tropistethus holosericeus (Scholtz, 1846)